# Buena Vista (Disney)
Buena Vista – amerykańska wytwórnia filmowa i telewizyjna założona w 1953 roku zajmująca się produkcją i dystrybucją filmów oraz seriali grupy Walt Disney Studios oraz Disney-ABC Television Group. Posiada również filie w innych grupach The Walt Disney Company, np. Buena Vista Records.

## Historia
Wytwórnia Buena Vista została założona w 1953 roku przez Walta Disneya na potrzeby dystrybucji filmów The Walt Disney Company poza USA. Do 2007 roku pełniła najważniejszą funkcję (obok nazwy Disney) w firmie, ale w 2007 roku szef Disneya, Robert Iger wprowadził zasadę porządkowania marek w firmie. Wtedy też markę usunięto, aby ustąpiła miejsce nazwisku Walt Disney, np. Disney-ABC Domestic Television (dawniej jako Buena Vista Television). Wtedy marka ta w praktyce przestała być używana.

## Buena Vista po 2007 roku
Od 2007 roku w miejsce marki Buena Vista zaczęto zmieniać nazwy niektórych struktur i nazw w The Walt Disney Company na Disney lub Walt Disney oraz ABC w ramach planu strategii biznesowej polegający na usunięciu „konkurenta” w firmie dla nazwy docelowej.

### Usunięte
- Buena Vista Home Entertainment – Walt Disney Studios Home Entertainment
- Buena Vista International – Walt Disney Distribution
- Buena Vista International Television – Disney-ABC International Television
- Buena Vista Interactive – Disney Interactive Studios
- Buena Vista Motion Pictures Group – Walt Disney Studios
- Buena Vista Music Group – Disney Music Group
- Buena Vista Pictures Distribution – Walt Disney Studios Motion Pictures
- Buena Vista Television – Disney-ABC Domestic Television
- Buena Vista Theatrical Productions – Walt Disney Theatrical

### Pozostawione
- BVS (Buena Vista Studios) Entertainment – studio produkcyjne, twórcy Power Rangers (dawniej jako Saban Entertainment)
- Lake Buena Vista – miejscowość na Florydzie w której mieści się Walt Disney World Resort